# Sandy León
Sandy David León Balan (né le 13 mars 1989 à Maracaibo, Zulia, Venezuela) est un receveur des Braves d'Atlanta de la Ligue majeure de baseball.

## Carrière
Sandy León signe son premier contrat professionnel en 2007 avec les Nationals de Washington. Il fait ses débuts dans le baseball majeur avec cette équipe le 14 mai 2012. Dès la quatrième manche de ce premier match, qui oppose les Nationals aux Padres de San Diego, León est impliqué dans une collision au marbre avec Yonder Alonso, qui tente de marquer un point pour son équipe. Le receveur León se tord la cheville droite, est retiré de la partie puis placé sur la liste des joueurs blessés. À son retour le 19 juillet suivant, il frappe contre le lanceur R. A. Dickey des Mets de New York son premier coup sûr dans les majeures.
León dispute 34 matchs des Nationals de 2012 à 2014 et réussit 18 coups sûrs pour une moyenne au bâton de ,189. Il réussit son premier coup de circuit dans les majeures, le seul frappé pour Washington, le 14 avril 2014 contre le lanceur Kevin Slowey des Marlins de Miami.
Le 30 mars 2015, son contrat est vendu aux Red Sox de Boston.